# Pedro Garezon
Pedro L. Gárezon Thomas (Lima, 23 de febrero de 1851 - ídem. 27 de mayo de 1927) fue un marino peruano y el último comandante del monitor Huáscar durante el combate de Angamos.

## Biografía
Hijo de Pedro Celestino Gárezon y María Thomas. 
En 1862 ingresó al Colegio Naval y Militar, de donde egresó como guardiamarina en 1867. Pasó a ser profesor de la escuela de grumetes que funcionaba a bordo de la fragata Apurímac. Luego fue profesor de la escuela naval establecida a bordo del vapor Marañón. 
Se casó con Elvira Paz-Soldán y Rivero, hija del canciller José Gregorio Paz-Soldán y Ureta y Jesús María de Rivero y García. La pareja tuvo una hija, Elvira Gárezon y Paz-Soldán.
En 1878 pasó a servir a bordo la corbeta Unión que por entonces hizo un viaje de instrucción a Europa. De regreso, pasó a la fragata Independencia, en donde se hallaba al momento de estallar la Guerra del Pacífico. Era ya por entonces teniente primero, con 28 años de edad.
Durante el combate naval de Iquique del 21 de mayo de 1879, la Independencia recibió la orden de perseguir a la goleta Covadonga a la vista del litoral, pero desafortunadamente encalló en Punta Gruesa, lo que aprovechó el buque chileno para dar media vuelta y descargar todo su poder de fuego sobre la fragata peruana que a pesar de estar encallada no estaba rendida. Este hecho, ocurrido durante el combate naval de Iquique, es conocido por la historia chilena como el combate de Punta Gruesa. Salvado del naufragio por la tripulación del monitor Huáscar, Gárezon pasó a servir en esta nave, como oficial de derrota y señales, bajo las órdenes del contralmirante Miguel Grau.
En el transcurso del Combate de Angamos, muerto Miguel Grau, muerto Elías Aguirre Romero, herido Manuel Melitón Carvajal Ambulodegui y muerto José Melitón Rodríguez Pérez, el mando del Huáscar  recayó en Gárezon, quien asumió el control de la nave cuando ésta se encontraba ingobernable y totalmente averiada. Personalmente, izó la bandera, caída al ser cortada la driza por efecto de los proyectiles chilenos, evitando así que el enemigo lo interpretara como señal de rendición.
Sin posibilidades de sostener el combate por mucho tiempo, Gárezon resolvió, con los tres oficiales de guerra que aún quedaban en pie, hundir la nave, para lo cual ordenó al jefe de ingenieros que abriera las válvulas del blindado. La orden se ejecutó, pero como para hacer tal labor era necesario parar las máquinas, los chilenos aprovecharon la inmovilidad del buque para abordarlo; en ese momento el monitor tenía ya cuatro pies de agua y estaba a punto de irse a pique por la popa. Rápidamente, los chilenos obligaron a los maquinistas a cerrar las válvulas y a achicar el agua.

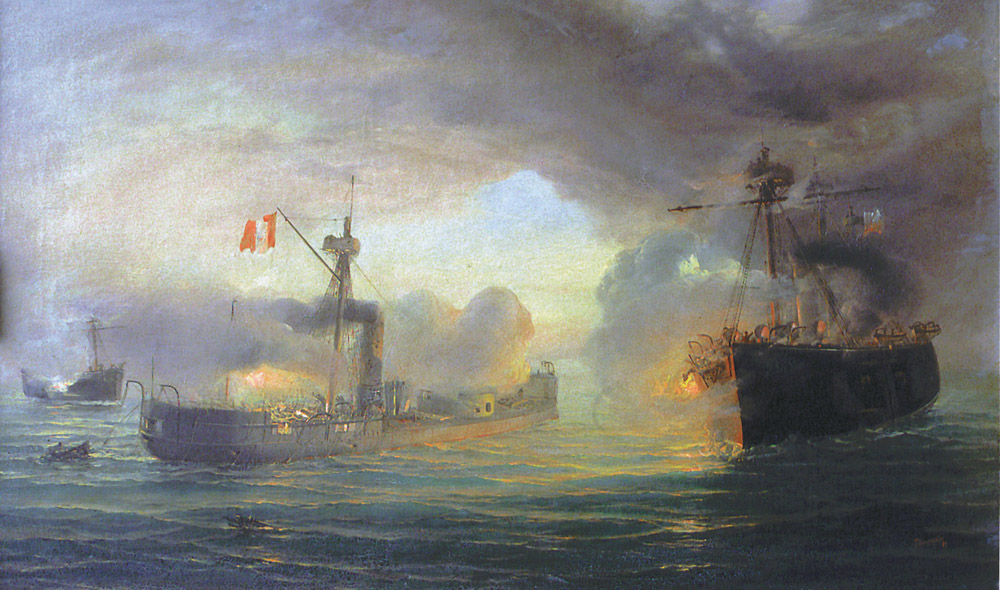
Combate de Angamos.

En el parte oficial que elevó al capitán de fragata Melitón Carvajal (fechado el 10 de octubre de 1879), Gárezon manifestó que, cuando los marinos chilenos abordaron el Huáscar, hizo ver a estos que el pabellón peruano no había sido arriado, sino que el pico sobre el que pendía había caído por haberse roto en combate la driza de cadena que lo sostenía. Asimismo, según relató en un memorando fechado el 4 de septiembre de 1890, Gárezon no quiso abandonar el monitor hasta no haber agotado la búsqueda de los restos del almirante Grau. Al ver su insistencia, el teniente chileno Goñi le permitió hacer dicha búsqueda en la torre de mando, que se hallaba destrozada. Garezón halló finalmente entre los escombros el único resto de Grau: «un trozo de pierna blanca y velluda, solo desde la mitad de la pantorrilla al pie, que estaba calzada con un botín de cuero.»
Al día siguiente del combate se realizaron las honras fúnebres en honor a los muertos del Huáscar, en presencia del Ministro de Guerra en campaña, Rafael Sotomayor Baeza, el Comandante en Jefe de la Escuadra, Galvarino Riveros Cárdenas y los Comandantes de las naves. Los batallones Chacabuco y Zapadores formaron para la ocasión y las tropas del primero rindieron honores al almirante Grau y a cada uno de los oficiales y tripulantes muertos.
Conjuntamente con los demás sobrevivientes del Huáscar, Gárezon fue enviado a la prisión de San Bernardo de Chile, donde permaneció tres meses y cuatro días. Tras ser canjeado, retornó a Lima y continuó sirviendo en la armada.
Fue nombrado segundo comandante del transporte Oroya en 1880, pasando luego con similar mando al monitor Atahualpa, que solo funcionaba como batería flotante. Participó en la defensa del Callao, repeliendo los bombardeos de la escuadra chilena. Derrotado el ejército terrestre en San Juan y Miraflores en enero de 1881, Gárezon se vio obligado a hundir al Atahualpa para que no cayera en manos enemigas. 
Ocupada Lima por las tropas chilenas, Garezón se ofreció como ayudante del presidente Francisco García Calderón en el llamado gobierno de La Magdalena. Cuando dicho mandatario fue apresado y confinado a Chile, Gárezon pasó a Arequipa, donde fue edecán del vicepresidente Lizardo Montero. 
Terminada la guerra, formó parte de la dotación enviada a Inglaterra para recibir la cañonera Lima, de la que fue segundo comandante durante la travesía hasta el Callao. Igualmente, a bordo de la misma unidad, fue enviado a Chile en misión especial para repatriar los restos del almirante Grau. 
En 1886, bajo el primer gobierno de Andrés A. Cáceres, fue acreditado como cónsul en Génova. Con igual cargo pasó a Burdeos en 1890. Fue comandante general de la Escuadra entre 1908 y 1909.
Durante el primer gobierno de Augusto B. Leguía fue ascendido a la alta clase de contralmirante, en 1910. Al año siguiente, fue prefecto de Lima y presidente del consejo de guerra que juzgó a los acusados de la intentona golpista del 29 de mayo de 1909. 
En 1914 viajó nuevamente a Europa. Residió varios años en Londres. Falleció en Lima en 1927.